# 木洩れ陽のノスタルジーカ
『木洩れ陽のノスタルジーカ』（こもれびのノスタルジーカ）は、2013年2月22日にSTREGAから発売された18禁恋愛アドベンチャーゲームである。イタリア語の副題は"Raggio di sole nostalgico."

## 概要
人間とヒューマノイドが共存する未来世界を舞台に、主人公や幼なじみのヒロイン達が、旧世代のヒューマノイドとの出会いをきっかけに自分自身や周囲を見つめ、恋や友情を深めていく物語である。
『処女はお姉さまに恋してる』（キャラメルBOX）の元スタッフ陣が立ち上げた新ブランド・STREGAのデビュー作。『処女は―』と同じく、原画をのり太、シナリオを嵩夜あやが担当している。
嵩夜によれば、作品の本格的な開発は2012年始めからだが、企画はそれ以前から行われていた。空想科学ものになったのは、嵩夜が「のり太はロボ少女好き」と聞いていたからだという。なお、のり太本人は「私は人型の女の子型であれば何でも描きたい」と否定している。
2013年4月5日には、DMM.R18にてダウンロード販売が開始された。

## ストーリー
（出典：）
自律思考を持ったヒューマノイド「メトセラ」が人間と共存する西暦2488年・東京。島津翔太は妹や幼なじみ達と賑やかな学園生活を送っている。ある日学園の隠し部屋に入り込んだ翔太達は、旧世代のヒューマノイド・しねまを発見する。長く眠っていたためボロボロのしねまを修理して元通りにしようと、翔太達は持ち前の好奇心とバイタリティーで動き始める。

## 登場人物
（出典：）

### 主人公
島津 翔太（しまづ しょうた）
声：逢坂良太
T175cm　9月20日生まれ/乙女座A型
本作品の主人公。新能区（しんのうく）第一総合学園2年D組。義母の篝理・義妹の朗と3人暮らしで、2人とも家事ができないため料理・掃除などを全てまかなっている。お調子者で好奇心が旺盛だが、芯はしっかり者。よく騒ぎを起こす幼なじみ仲間達のフォロー役になっている。趣味はバイクいじりで、愛車は年代物のハイブリッドバイク（メタノールロータリーエンジン＋燃料電池モーター駆動）。入手できない機械部品やケーブルなどの自作もしている。

### ヒロイン
しねま（Cinema）
声：菜ノ花さくら
T168/B?/W55/H85　誕生日不明
メックブレイン社で2324年に造られ、ビデオショップの接客をしていた業務用ヒューマノイドガイド。内部に膨大な映画データベースを持つ。学園の隠し部屋で約50年間眠っていたが、翔太達に発見され、島津家で暮らすことになる。型名はMBR-3980Fだが、前の所有者の「店長さん」に大幅に改造され、外骨格以外はほとんど別物になっている。表情が豊かで、日常会話はできるものの、旧世代機のため自律思考や自我は持たない。また手足の接合部が痛んでいて、何かあるとすぐに外れてしまう。朗が内部プログラム、翔太がボディと分担して、解析やメンテナンスを行っている。
島津 朗 （しまづ あきら）
声：昴舞愛
T154/B85/W57/H84　11月13日/射手座B型
学園1年。翔太の義妹（翔太の母の死後、父・敬二郎が再婚した篝理の連れ子）。脳天気でやりたくないことはとことんやる気が無く、家事もできないので何かと兄に頼り切っている。しかしコンピュータに関しては母譲りの天才で、自作のプログラムで特許を取ったり人工知能の秋狐に資産運用させたりして金を稼ぎ、サーバーや高価な機材を買い込んでは自分の部屋に組み上げている。時には学園のネットワークをハッキングしてしまい、先生に怒られている。しねまに出会って「この子を治したい」と願い、家へ連れ帰って解析とメンテナンスをしている。
フローライト・アルヴェガ（Fluorite Alvega）
声：雪都さお梨
T146/B66/W52/H78　1月21日/水瓶座
学園2年D組で翔太と同級。翔太の幼なじみのメトセラで、通称はフロゥ。感情が薄くいつも理性的で理屈っぽいが、人間を見下ろして話すことが多い一般的なメトセラと違い、フラットに接している。通常メトセラは学校を卒業する度に外骨格を成長したものに換装するが、彼女は中学生の時から換えていないため、他の幼なじみ達より小柄。綿密な頭脳と人間の大男並のパワーを持ち、サーモグラフィーなど様々なセンサーを搭載している。しねまの事を「しねま様」と呼び、メトセラの“祖先”として敬っている。
カヤ・フリューリング（Kaja Fruhling）
声：有栖川みや美
T171/B89/W58/H87　10月30日/蠍座O型
学園2年D組で、翔太やフロゥと同級の幼なじみ。幼少時にドイツから引っ越し、島津家の左隣に住んでいる。母親・イレーネが篝理と同僚で、島津家とは家族ぐるみの付き合い。サバサバした性格で、口は悪いが面倒見は良い。理屈より感性で動き、音楽などの芸術科目が得意で語学も堪能。スポーツ万能で部活の助っ人によく駆り出される。趣味はダイビングで、翔太の影響でバイクツーリングも楽しむアウトドア派。父親のヤンは社会秩序維持局に勤める。
沢渡 一姫 （さわたり いつき）
声：青山ゆかり
T163/B81/W59/H85　1月11日/山羊座AB型
学園2年A組。翔太達とは小学校以来の幼なじみ。学業成績は学年一で、朗が得意なコンピュータ分野以外は他を寄せ付けない。いつも本に向かっていて、目付きが悪いため翔太達以外の人付き合いは悪い。周囲からは毒舌のクールビューティーと見られていて、翔太達にも鋭い突っ込みを入れる一方、冷静な分析や的確なアドバイスも与える。図書委員長として学園図書室の管理一切を任され、放課後はそこにいることが多い。社会秩序維持局に勤める父・荘輔と母・佳枝との3人家族で、家族関係はぎこちない。

### サブキャラクター（新能区第一総合学園）
左門 清十郎（さもん せいじゅうろう）
声：ほうでん亭ノドガシラ
学園2年D組で翔太達の幼なじみ。島津家の右隣に住む剣術道場の跡取り息子。道場主の宗矩に子どもの頃から鍛えられて異常な身体能力を持ち、「新能区の生ける超神」と呼ばれている。いつも明るく元気だが、頭の方はパッとせず、「修行バカ」「残念グリーン」（グリーン＝「色男」を表す俗語）などのあだ名も持つ。
ゼオライト・アルヴェガ（Zeolite Alvega）
声：北都南
学園3年のメトセラで、通称はゼオラ。学園の生徒会副会長を務め、メトセラらしく理性的な美人。フロゥの姉のような存在。
陶 彩礼（たお さいりー）
声：夏樹柑菜
学園2年D組。数年前に親の仕事の都合で中国エリアからやってきた。クラスメイトの真緒と仲良しで、よく抱きしめて可愛がっている。
石村 真緒（いしむら まお）
声：森野まりあ
学園2年D組。小柄だがしっかり者。クラスメイトには「まおにゃん」と呼ばれている。
楠木 正広（くすき まさひろ）
声：石田大祐
学園2年D組。翔太とは長い付き合いの悪友。彼女持ちのせいか、「翔太とゆかいな仲間達」にはカウントされていない。
一ノ瀬 周作（いちのせ しゅうさく）
声：前田聡馬
学園2年D組。二年戦争をきっかけに生まれた「機械嫌い」の一人で、フロゥなどのメトセラを嫌っている。
長谷 竜司（はせ りゅうじ）
声：阿部大樹
学園の生徒会長。物腰が柔らかい。
七里塚 早弓（しちりづか さゆみ）
声：海原エレナ
学園の教師で、翔太達のクラス担任。小柄でスタイルの良い美人だが、宗矩の道場の門下生で武道の達人。篝理とは大学の同窓生。

### サブキャラクター（その他）
左門 宗矩（さもん むねのり）
声：巌蝉秋
清十郎の祖父。もうすぐ米寿だが元気でハツラツとしており、自宅で格闘技道場を開いている。翔太と清十郎も彼に鍛えられている。
エルダー・セレスタイト・アルヴェガ（Elder Celestite Alvega）
声：菜ノ花さくら
アルヴェガ・アークの最高責任者で、八十歳を越えるメトセラの長老。周囲からは「セレス様」と呼ばれている。フロゥやゼオラにとっては母や祖母のような存在で、翔太達も幼い頃から世話になっている。
小鳥遊 圭（たかなし けい）
声：青葉りんご
ジャンク屋「下ヶ橋（さげはし）トレーディング」の女店長。若いが機械全般に詳しく、翔太やカヤはバイク関係でよく世話になっている。
島津 篝理（しまづ かがり）
声：まきいづみ
朗の母親で翔太の義母。ヴァルカン東京研究所に勤める。世界最高レベルの理工学博士＆天才プログラマーだが、若作りで子どもっぽく、家ではボケボケで翔太に甘えている。
秋狐（あっこ）
声：北都南
朗が自作したアシスタント人工知能（アーティリジェンス）。本体は朗の部屋にある量子コンピュータで、呼び出すと巫女服を着けた狐のアバター映像として現れる。朗の指示により機器の設定や測定、ネットワーク上の情報探索など様々な働きをする。
Qちゃん
声：海原エレナ
篝理が作ったアシスタント人工知能。アバターは無く音声だけでやり取りする。大人びた人格を持ち、秋狐とは「お友だち」。
店長さん
声：松濤エルザ
しねまの元の所有者（マスター）で、ビデオショップの店長。二年戦争の直前にしねまを隠したらしい。
酒匂 政信（さかい まさのぶ）
声：牛柳亀三
翔太やカヤの知り合いで、海に沈んだ旧都へダイバー向けの船を出している。以前は旧都から物を引き揚げる引揚回収業（サルベージ）をしていたが、二年戦争後に廃業した。
高松（たかまつ）
声：佐々健太
社会秩序維持局の管理官。二年戦争で傷を負い、メトセラを憎んでいる。
沢渡 荘輔（さわたり そうすけ）
声：Prof.紫龍
一姫の父親。社会秩序維持局の日本エリア陸戦機構幕僚。真面目な堅物。
近藤（こんどう）
声：前野せつな
海辺の大きな家に住む、気難しい老婦人。下ヶ橋トレーディングの取引相手。
棟方 巧（むなかた たくみ）
声：黒瀬鷹
宗矩の昔の弟子。かつて日本軍陸幕の情報参謀だった。
島津 要（しまづ かなめ）
ヴァルカンの特殊工作員。

## 世界観・用語
（出典：）
作品舞台・背景
作品の舞台は西暦2488年の新東京都新能区（しんのうく）。地球温暖化の進行により南極の氷が全て溶けて海面が上昇し、2268年に旧東京都の市街が水没したため、旧東京都西部と埼玉県が合併して新東京都となり、新行政区が東京区（旧西東京市）に置かれた。新能区は旧飯能市周辺に当たる。
世界情勢では、後述の二年戦争からのネメシス条約締結の後、世界中の官民が「新統合政府」を設立。世界各国は「エリア」と呼ばれ、地球国家の一部分として再定義されている。
コンピュータ技術は大きく進んでおり、非ノイマン型の量子コンピュータやナノマシンが実用化されている。人間には体内にナノマシンが注入されており、PCや携帯端末の操作はナノマシンが脳波を無線信号に変換して送信するため、キーボードやタッチパネルなどの入力デバイスが不要。ネットワーク通信時の着信音や相手の音声も実際の音波ではなく、ナノマシンが脳波に変換して“音”として知覚される（従って他人には聴こえない）。ディスプレイは空中映像（ステロプシス）ユニットから裸眼立体視映像として空中に投影される。個人の識別コードも体内ナノマシンが保持していて、買い物の際はIDタグが付いた商品をセンサーに通すだけで、携帯端末内の財布から引き落とされる。個人同士でも相手に直接触れることで互いを認証し、端末内のデータや財布の中身をやり取りできる。作中では主人公やヒロイン達が、これらの技術やデバイスを駆使して日常会話や情報交換を行っている。
ヒューマノイド
人間型のアンドロイド。22世紀中盤から始まった海面上昇による都市の移動・建設ラッシュを支える代替労働力として大量生産され、開発競争が加速。23世紀には主要な労働力の地位を得た。当初はしねまのように自我を持たなかったが、25世紀に入って量子ゆらぎによる自律思考・自己判断ができるまでに進化した。基本的にバッテリーが切れるまでは動き続け、記憶データが消えなければ“人格”としては永遠に生き続けられる。
メトセラ
自律思考を持ったヒューマノイド達が自身に付けた呼称。二年戦争を経て人格権が認められ、人間をサポートする存在として共存を図っている。計算・分析能力や身体能力は人間を凌駕するが、創造性や多様性は未だ敵わない。学園の成績順位などからは除外され、人間組織のリーダーに就くことも禁止されている。給電施設のアークに集団で住み、多くは自分達のエネルギー供給源であるアークや電力ネットワークの管理・運営に従事している。メトセラ専用のネットワーク「イレナエウス」を用いて、互いの思考や情報の伝達・共有、記憶のバックアップなどを行っている。
二年戦争
2435年に全世界のメトセラが自分達の権利確立を求め、人類への叛乱を起こした戦争。最終的に優位に立ったメトセラ側が提示した終戦条約「ネメシス条約」を、人類側が受け入れて終結した。ネメシス条約から派生した「メトセラの誓い」が、戦後新たに生まれるメトセラには初めからプログラムされている。
1. メトセラは人間を物理的に害することを禁止する。
2. メトセラは人間が構成する組織の首長となることを禁止する。
3. メトセラは人間社会を補佐、貢献する存在であることを誇りとする。

ヴァルカン・コーポレーション
メトセラを製造・管理する巨大企業構造体（コングロマリット）。二年戦争の際には人間とメトセラの橋渡し役を果たし、終戦条約もヴァルカン本社ビル「ネメシス」で締結された。戦後は企業体の枠を越え、世界情勢に影響を与える大きな存在となっている。
ソーラーアレイベルト
人工衛星軌道に円周状に並ぶ太陽電池ユニット。太陽に対して水平・垂直方向に配置された2本の直交する円周で構成され、地球と共に自転している。地上からもX字形に交差した黒い線として見える。急激に増加したヒューマノイドの電力需要を賄うため、ヴァルカンの前身の企業グループが建造した。
アーク（方舟）
ソーラーアレイベルトから供給される電力を、地上の各都市へ配分する施設。23世紀にヴァルカンによって世界各地に建設された。日本エリアには5カ所存在し、新能区には「アルヴェガ・アーク」が立地する。上空のソーラーアレイベルトとは軌道エレベータで結ばれている。
社会秩序維持局
新統合政府設立後、各国の軍・警察・情報部などの組織を統合して作られた。各エリアの治安維持などを担っている。

## 各話タイトル
ストーリーはTVアニメシリーズのように各話に分かれて構成されている。各話の冒頭ではオープニングムービー、ラストではエンディングムービーと次回予告が流れる。
- 共通ルート
  - しねま、めざめる
  - 木洩れ陽と、動かない手足
  - 足りない力 心のありか
  - ようこそ、しねまのシネマハウスへ

- 朗ルート
  - わかってたよね？
  - いつか彼女が視る夢は

- フロゥルート
  - フロゥのおしえてABC!
  - わたしから、あなたへ

- カヤルート
  - キラキラひかる
  - “愛してる”が追伸である理由

- 一姫ルート
  - 揺れる心、攫う波音に
  - 胸いっぱいの星空を

- Last Episode

## 製作スタッフ
- 企画・原案：嵩夜あや
- 原画・キャラクターデザイン：のり太
- シナリオ：嵩夜あや、田中一郎、assault、森崎亮人、眞条崇司
- 音楽：藤間仁（Elements Garden）
- ディレクター：嵩夜あや
- エグゼクティブプロデューサー：コージ

## 主題歌
オープニングテーマ「Eternal Wish」
歌 - 佐咲紗花 / 作詞 - Le fleur / 作曲 - 斎藤悠弥 / 編曲 - 斎藤悠弥・田中潤也
挿入歌「可視光線」
歌 - 茶太 / 作詞 - ayachi / 作編曲 - 藤間仁（Elements Garden）
エンディングテーマ「真昼の月」
歌 - 霜月はるか / 作詞 - ayachi / 作編曲 - 藤間仁（Elements Garden）
※初回限定版特典のオリジナルサウンドトラックには、3曲のショートバージョンとBGMが収録。予約キャンペーン特典『木洩れ陽のノスタルジーカ Vocal Collection』に3曲のフルバージョンが収録されている。